# Anita Protti
Pour les articles homonymes, voir Protti.
Anita Protti, née le 4 août 1964 à Lausanne, est une athlète suisse spécialiste du 400 m haies. Son plus grand succès est le titre de vice-championne d'Europe obtenu en 1990 à Split. Faisant alors partie des meilleures de la discipline aux côtés des Tatyana Ledovskaya, Sally Gunnell ou encore Sandra Farmer-Patrick, elle manqua les saisons 92 et 93 à la suite d'une blessure au talon d'Achille et ne revint plus à son meilleur niveau. Elle a détenu pendant plus de 28 ans le record de suisse du 400 m haies en 54 s 25, soit du 29 août 1991 (Championnat du monde de Tokyo) jusqu'au 4 octobre 2019 et le temps de 54 s 06 établi par Lea Sprunger lors du Championnat du monde de Doha.

## Palmarès

### Championnats du monde d'athlétisme
- Championnats du monde d'athlétisme 1991 à Tokyo (Japon)
  - 6e sur 400 m haies

### Championnats du monde d'athlétisme en salle
- Championnats du monde d'athlétisme en salle de 1991 à Séville (Espagne)
  -  Médaille de bronze sur 400 m

### Championnats d'Europe d'athlétisme
- Championnats d'Europe d'athlétisme de 1990 à Split (RFS de Yougoslavie)
  -  Médaille d'argent sur 400 m haies

### Championnats d'Europe d'athlétisme en salle
- Championnats d'Europe d'athlétisme en salle de 1989 à La Haye (Pays-Bas)
  -  Médaille de bronze sur 400 m